# ユー・リアリー・ガット・ミー
「ユー・リアリー・ガット・ミー」（You Really Got Me）は、ロックバンド、キンクスの楽曲。レイ・デイヴィス作。1964年の8月にシングルが発売され、全英ナンバー1に輝いた。この曲のヒットでバンドはブレイクを果たし、アメリカのチャート7位を記録し、ブリティッシュ・インヴェイジョンの代表的バンドのひとつとしての地位を確立した。その後、この曲はデビュー・アルバム『キンクス』に収録された。
「ユー・リアリー・ガット・ミー」はパワーコードによって成立しているヒット曲の嚆矢であり、後のロックンロール（特にヘヴィメタル）のミュージシャン達に非常に大きな影響を与えた。アメリカの音楽学者Robert Walserは、この曲を「ヘヴィメタルを発明した作品」だといい、オールミュージックのDenise Sullivanも「『ユー・リアリー・ガット・ミー』は、ハードロックとヘヴィメタルにとって理想の曲であり続ける」と記している。
『ローリング・ストーン(Rolling Stone)』誌が選んだ「オールタイム・グレイテスト・ソング500」と「オールタイム・グレイテスト・ギター・ソングス100」に於いて、それぞれ80位と4位にランクイン。

## 歴史
「ユー・リアリー・ガット・ミー」は1964年の夏に録音されたが、この形に落ち着くまで様々なスタイルで演奏され試行錯誤が繰り返された。当時のキンクスは、それまでに出した2枚のシングルがチャート入りせず、ヒットを望む所属レコード会社のパイから大変なプレッシャーを受けていた。特にレイ・デイヴィスは、マネージャーやレコード会社に対して、画期的なサウンドとスタイルを作り出すために必要な時間と費用の提供を粘り強く働きかけていた。この曲を作るための作業を通じて、レイ・デイヴィスはバンドのリーダー、そして中心的なソングライターとしての実質を備えていった。レイ・デイヴィスは同曲について、レッドベリーやビッグ・ビル・ブル－ンジーらのブルース・ミュージシャンにささげた曲であると、後に回想している。
後のロックに大きな影響を与えたギターのディストーションサウンドは、ギタリストのデイヴ・デイヴィスがギターアンプについているスピーカーの振動板を剃刀で切り裂き、ピンで突き刺したことによって得られたものである。このアンプは、デイヴィスが近所の楽器屋で購入したエルピコ社製のアンプの名前からとって"リトル・グリーン"の愛称で呼ばれていた。
レイ・デイヴィスによれば、この曲の特徴的なリフはキングスメンの曲「ルイ・ルイ」を弾いているときに思いついたのだという。歪ませたギターでリフを弾く手法は、「オール・オブ・ザ・ナイト」「ウェイティング・フォー・ユー」「セット・ミー・フリー」などといった、その後のキンクスの楽曲でも使い続けられている。ザ・フーのピート・タウンゼントは、ザ・フーの最初のシングル「アイ・キャント・エクスプレイン」は、当時のキンクスのサウンドに意図的に似せたものだと話している（ザ・フーも、シェル・タルミーのプロデュースを受けていた）。
この曲のギター・ソロについては長年論議を呼び、演奏しているのがキンクスのリードギタリストであるデイヴ・デイヴィスではなく、当時セッションプレイヤーだったジミー・ペイジだったのではないかという噂がある。この曲に熱中する多くの人々が主張してきたように、ギターソロはデイヴ・デイヴィス本人（当時17歳だった）が実際に演奏したものだと言われている。しかしそれでも、「ギターソロはジミー・ペイジによるもの」という噂は何十年にも亘り、広まり続けてきた。
実際のところ、ペイジはキンクスのプロデューサーであるシェル・タルミーに雇われ、キンクスのファースト・アルバム『キンクス』の中の一部の曲にリズムギタリストとして参加していた。しかし、ペイジの参加したセッションは「ユー・リアリー・ガット・ミー」のセッションから「数週間後に行なわれている」のである。ペイジは常に、この曲のギターソロを演奏したというエピソードを否定している。1977年のインタビューでは、「俺は『ユー・リアリー・ガット・ミー』では演奏していないよ。そんな噂は彼（レイ・デイヴィス）を怒らせる」と語っている。
「ユー・リアリー・ガット・ミー」のレコーディングには、何人かのセッションプレイヤーが参加している。ピアノは、ディープ・パープルのジョン・ロードか、アーサー・グリーンスレイドによるものである。またレイ・デイヴィスは、自分のリズムパートをダブリング録音するために「Vic」というセッションギタリストが参加していたが、彼はペイジとは別人だったとインタビューで応えている。ドラムのパートは、プロデューサーのシェル・タルミーの指示により、キンクスのメンバーであるミック・エイヴォリーではなく、セッションドラマーのボビー・グレアムが叩いている。グレアムは初期キンクスのレコーディングでメインのドラムパートを演奏し続けた。面白いことに、ジョン・ロードもシェル・タルミーも「ユー・リアリー・ガット・ミー」のセッションにジミー・ペイジが参加していたと主張している。タルミーによればペイジはリズムギター、ロードによればギターソロを担当したという。
キンクスは、30年以上にわたる活動の中、様々なスタイルの音楽を発表してきたが、コンサートではいつも「ユー・リアリー・ガット・ミー」が演奏されてきた。レイ・デイヴィスとデイヴ・デイヴィスも、ソロ名義でのコンサートで（大抵は締めくくりの曲として）この曲を演奏しつづけている。

## カバー版
13thフロア・エレベーターズ、1966年
13thフロア・エレベーターズが1966年にカバーしている。アルバム『The Psychedelic Sounds of the 13th Floor Elevators』の2003年再発盤にライブ・バージョンを収録。
モット・ザ・フープル、1969年
モット・ザ・フープルのデビュー・アルバムにインストゥルメンタル・バージョンを収録。
801、1976年
ロキシー・ミュージックのフィル・マンザネラやブライアン・イーノらが結成したスーパーグループ、801のデビュー・アルバム『801 ライヴ』にカバー・バージョンを収録。
ロバート・パーマー、1978年
ロバート・パーマーの1978年のソロアルバム『ダブル・ファン』にカバー・バージョンを収録。アルバムはビルボードのトップ50にランクインしている。
ヴァン・ヘイレン、1978年
アメリカのハードロックバンド ヴァン・ヘイレンが1978年のデビュー・アルバム『炎の導火線』に収録したバージョンは、この曲のカバーのなかでは恐らく最も有名なものだろう。この曲はラジオ上でヒットし、14年前のキンクスのときと同様、バンドの好調な滑り出しを後押しした。ラジオのオンエアでは、アルバムでこの曲の直前に収録されているインストゥルメンタル「暗闇の爆撃」と一緒に流されることが多かった。
オインゴ・ボインゴ、1981年
アメリカのニュー・ウェイヴ・バンド、オインゴ・ボインゴによる1981年のカバー・バージョンはオリジナル版からずいぶんかけ離れており、ディーヴォが行なったようなカバーのスタイルと近いものがある。デビュー・アルバムの『オンリー・ア・ラッド』に収録。
スライ&ザ・ファミリー・ストーン、1983年
スライ&ザ・ファミリー・ストーンが、最後のスタジオ・アルバム『エイント・バット・ザ・ワン・ウェイ』にてカバー。
メタリカ、2009年
マディソン・スクエア・ガーデンで行なわれたロックの殿堂25周年記念コンサートにて、メタリカのステージにレイ・デイヴィスがゲスト出演、「オール・オブ・ザ・ナイト」と共にセッションした。

## チャート成績
ビルボードの集計。
| 年     | シングル                                         | チャート    | 順位 |
| ------ | ------------------------------------------------ | ----------- | ---- |
| 1964年 | ユー・リアリー・ガット・ミー by キンクス         | Pop Singles | 7位  |
| 1978年 | ユー・リアリー・ガット・ミー by ヴァン・ヘイレン | Pop Singles | 36位 |